# Kyllinga vaginata
Kyllinga vaginata là loài thực vật có hoa trong họ Cói. Loài này được Lam. mô tả khoa học đầu tiên năm 1791.